# 堀良三
堀 良三（ほり りょうぞう、1976年5月9日 - ）は、日本プロ麻雀協会に所属するのプロ雀士。広島県出身。

## 人物
日本プロ麻雀協会第5期前期入会。現在はB1リーグ所属。京都教育大学理学部を卒業しており珍しい教員免許持ちの麻雀プロである。健康麻雀の講師を務めており、人当たりの良さからファンも多いが人見知りらしい。また競技プロとしても複数回のタイトル優勝経験があり、決勝にも多く進出する等実力者。

## 雀風
流れやオカルトを一切信じないデジタル雀士。優れた場況読み、押し引きを武器に立体的な麻雀を打つ。

## エピソード
決勝進出時や大事な対局前は興奮して眠れない。神社は必ず回る等ゲンはかつぐ。

## 獲得タイトル
- ウエスタンチャンピオンシップ2009　優勝
- ウエスタンチャンピオンシップ2013　優勝
- 第11回日本オープン　4位